# Trompe-l'œil
 (juin 2023).
Si vous disposez d'ouvrages ou d'articles de référence ou si vous connaissez des sites web de qualité traitant du thème abordé ici, merci de compléter l'article en donnant les références utiles à sa vérifiabilité et en les liant à la section « Notes et références ».
Pour les articles homonymes, voir Trompe-l'œil (homonymie).

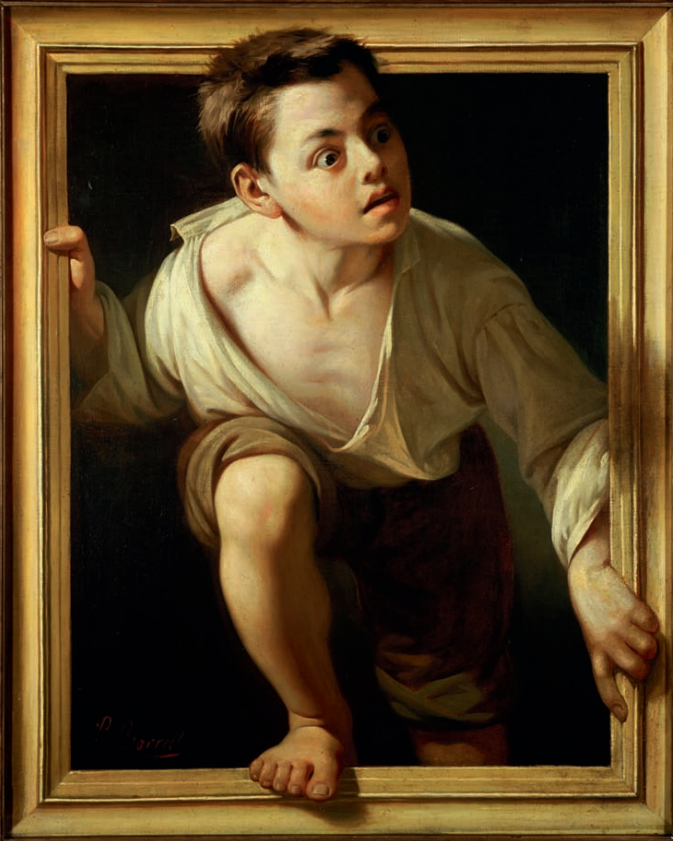
Fuyant la critique, huile sur toile de Pere Borrell del Caso, Madrid (1874).

Le trompe-l'œil est un genre pictural destiné à jouer sur la confusion de la perception du spectateur qui, sachant qu'il est devant un tableau, une surface plane peinte, est malgré tout, trompé sur les moyens d'obtenir cette illusion.
Une des premières entreprises de la peinture d'art étant de figurer d’abord sur des murs, puis des toiles, des images de notre environnement, cette figuration a mené à des lois de perspective et développé une technicité picturale qui reste une des grandes directions de l’art.
Jeu de séduction et de confusion du spectateur, le trompe-l’œil a porté très évidemment son choix plus volontiers vers des sujets inanimés ou statiques.
Le domaine du trompe-l’œil ne se limite pas au tableau ; lorsqu’il en dépasse le cadre, il envahit le mur tout entier et devient une peinture murale. L’architecture y est alors figurée selon les lois de la perspective pour le spectateur ; elle peut aussi, dans une illusion saisissante, être un vrai trompe-l’œil architectural.
Malgré tout, ne confondons pas tromperie efficace et représentation picturale très réaliste : un objet qui sort du cadre et peint sur le bord du tableau est souvent un trompe-l’œil destiné à montrer que le reste du tableau n’en est pas un (voir les écrits de Daniel Arasse : Le Détail, pour une histoire rapprochée de la peinture, 1992), une vue en perspective dans un cadre est une représentation, une perspective peinte dans le décor même pour en prolonger la réalité, un trompe-l’œil, comme les moulures et fenêtres décorant les façades italiennes de la Ligurie.
L'expression française « trompe-l’œil » est utilisée dans toutes les langues, sauf l'espagnol (trampantojo).

## Histoire

### Origines légendaires du trompe-l’œil.

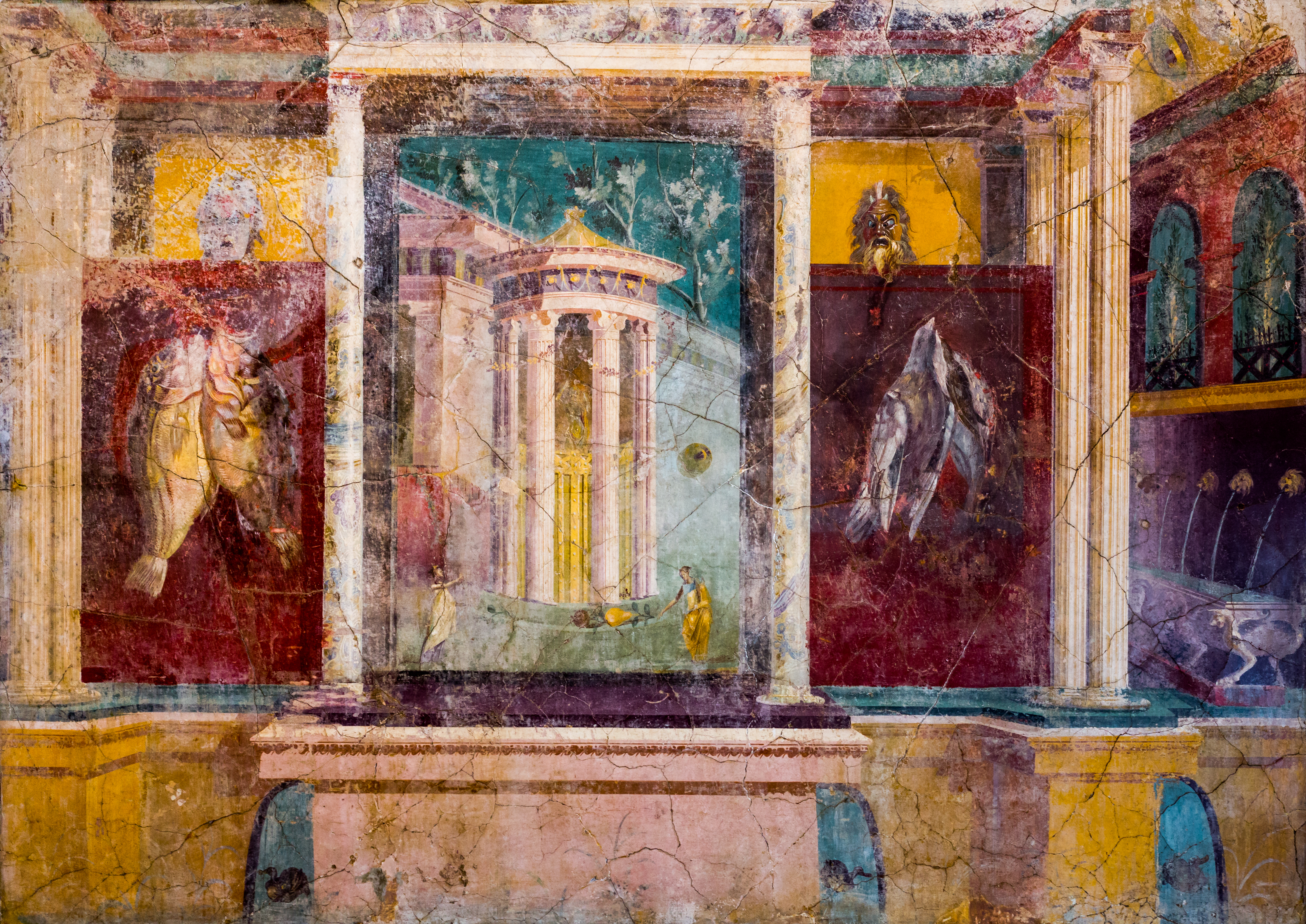
Fresque pompéienne en trompe-l'œil.

L’antique auteur romain Pline l'Ancien rapporte l'anecdote selon laquelle Zeuxis avait peint des raisins si réalistes que des oiseaux, trompés par l'exécution parfaite, s'étaient précipités et cognés contre le tableau.
En réponse, Parrhasios fit apporter un tableau représentant un rideau peint. Zeuxis demanda qu'on le lui tire pour voir le tableau et dut s'avouer vaincu.

#### Trompe-l'œil dans la peinture romaine
Avec les moyens techniques dont ils disposaient, les décorateurs romains sont parvenus à imiter le relief à même les murs pour simuler un espace profond, enrichi d'objets intégrés à l'échelle de l'architecture qu'ils inventaient : colonnes, chapiteaux, soubassements, statues, arbres, oiseaux et fleurs.
Ce procédé permet ainsi d'agrandir et enrichir de manière peu onéreuse les intérieurs des architectures privées ou publiques.
Ainsi se développe après la guerre sociale (vers -88 av. J.-C.) jusqu'au début du règne de l’Empereur Auguste, (vers - 20 av. J.-C.), tout un style pictural (deuxième style pompéien) qui use du trompe-l'œil de manière quasi systématique.

### Haut Moyen Âge et Renaissance

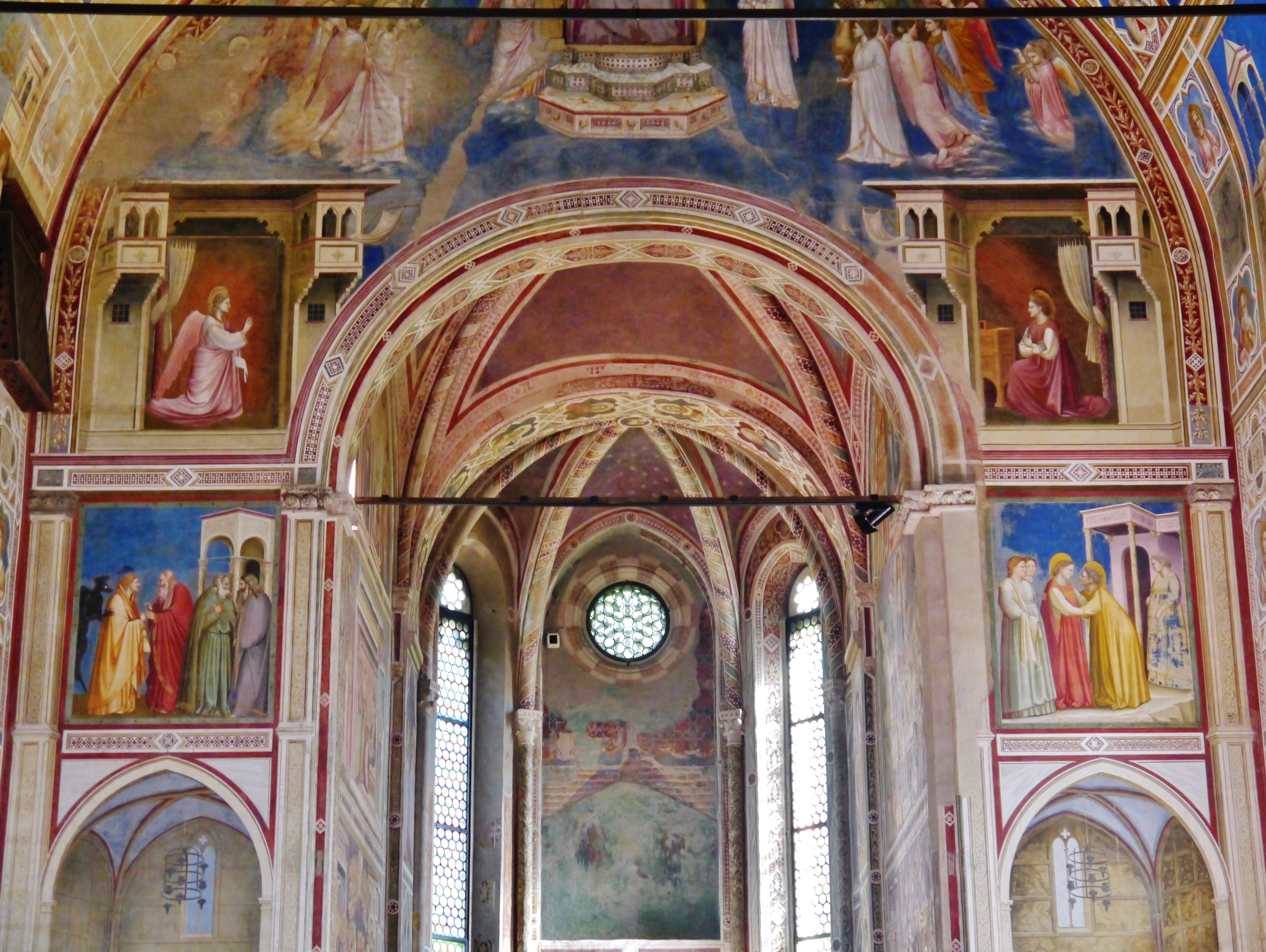
Détail des Fresques de Giotto pour la Chapelle des Scrovegni de Padoue.

Giotto utilise des trompe-l’œil dans ses fresques pour la Basilique San François à Assise (1290) ou la chapelle Scrovegni (1305) de Padoue.

À Florence, son élève Taddeo Gaddi imite son exemple dans le chœur de Santa Maria Novella (1338). 

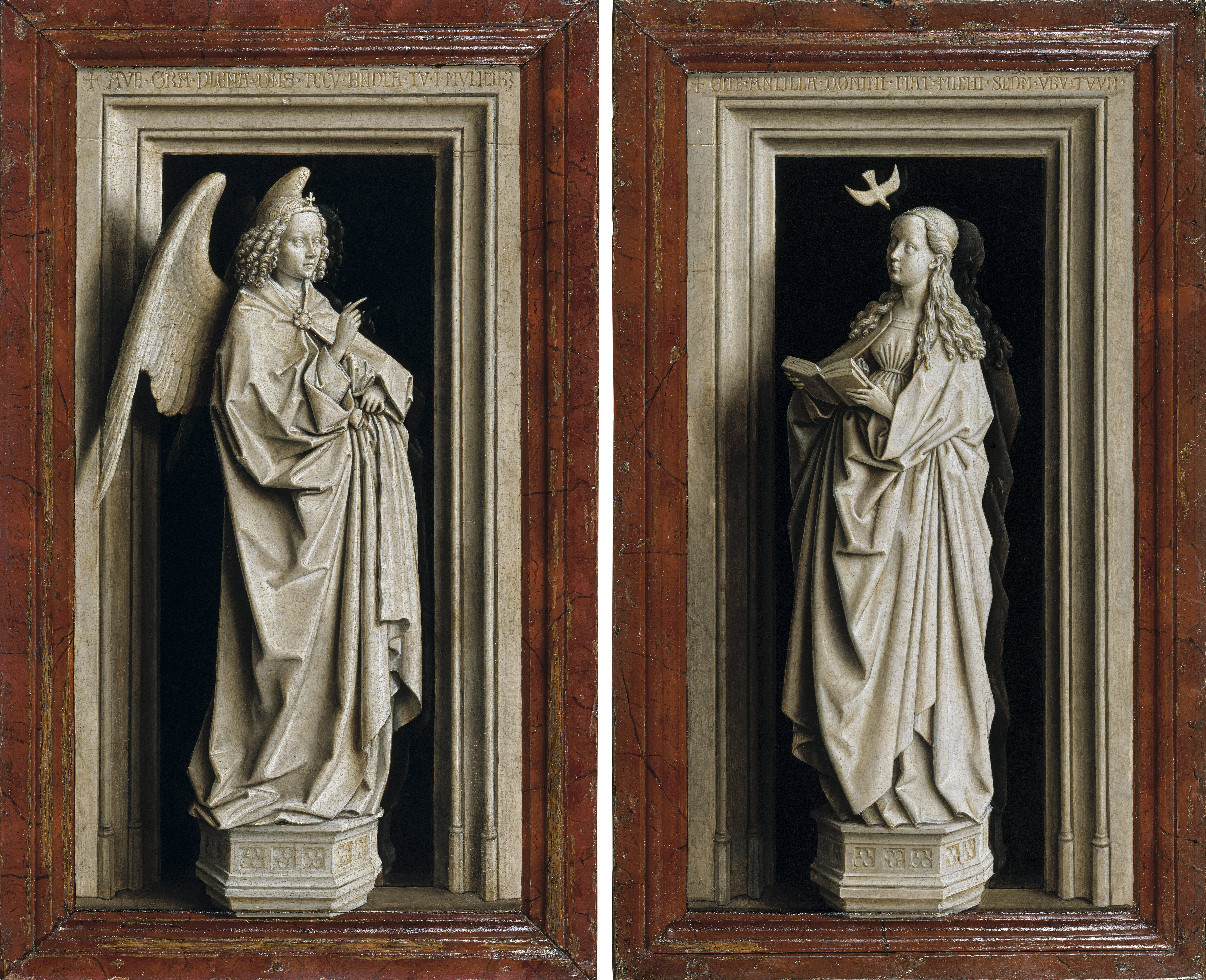
Jan van Eyck, (entre 1390 et 1441) - Diptyque de l'Annonciation

Il faudra attendre plus d'un siècle pour que leurs successeurs Masolino da Panicale et Masaccio renouvellent alors cet exploit.
L'invention de la peinture à l'huile qui permettait le modelé se traduit immédiatement par l'imitation de la sculpture sur les volets des tableaux d'église de Jan van Eyck.
Toutes les peintures de ses proches successeurs : Rogier van der Weyden, Memling, Mabuse, le triptyque de l'Annonciation d'Aix ont été classées par les historiens d'art dans le genre de la « peinture sculpturale ».

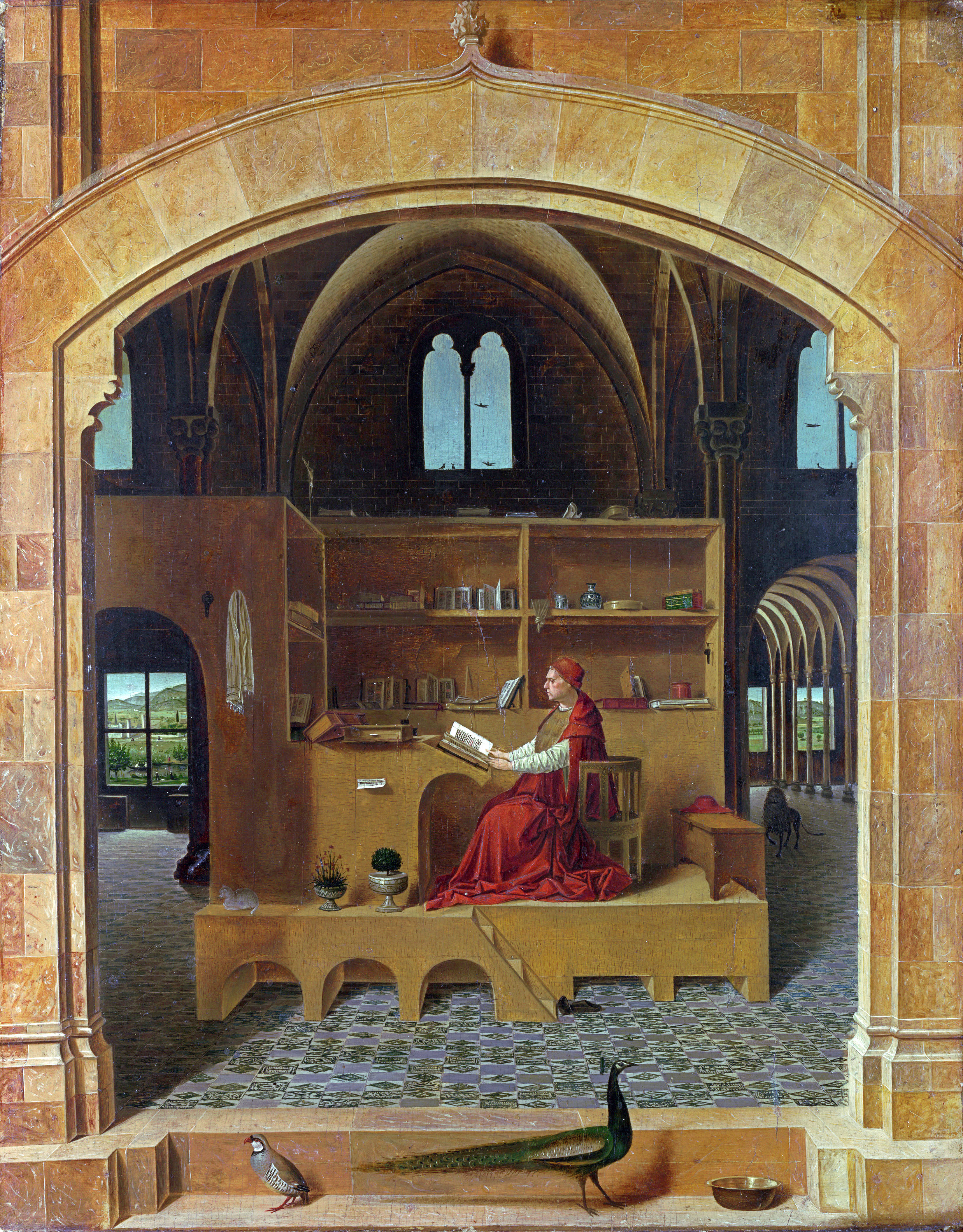
Saint Jérôme, Antonello da Messina, National Gallery, Londres.

En Italie, au XVe siècle, Antonello de Messine présente dans le Saint Jérôme de la National Gallery de Londres un trompe-l’œil.
À Mantoue, Andrea Mantegna réalise le premier plafond illusionniste avec la Camera Picta entre 1465 et 1474.
À Lorette, entre 1477 et 1484, Melozzo da Forli réalise la Sacristie San Marco.
À Milan, en 1480, pour l’église Santa Maria Presso San Satiro, le polymathe urbinate Donato Bramante réalise un Autel en trompe-l’oeil, véritable bas-relief architectural, sur le mur arrière de l’édifice qui ne peut alors en être pourvu pour des raisons urbanistiques.

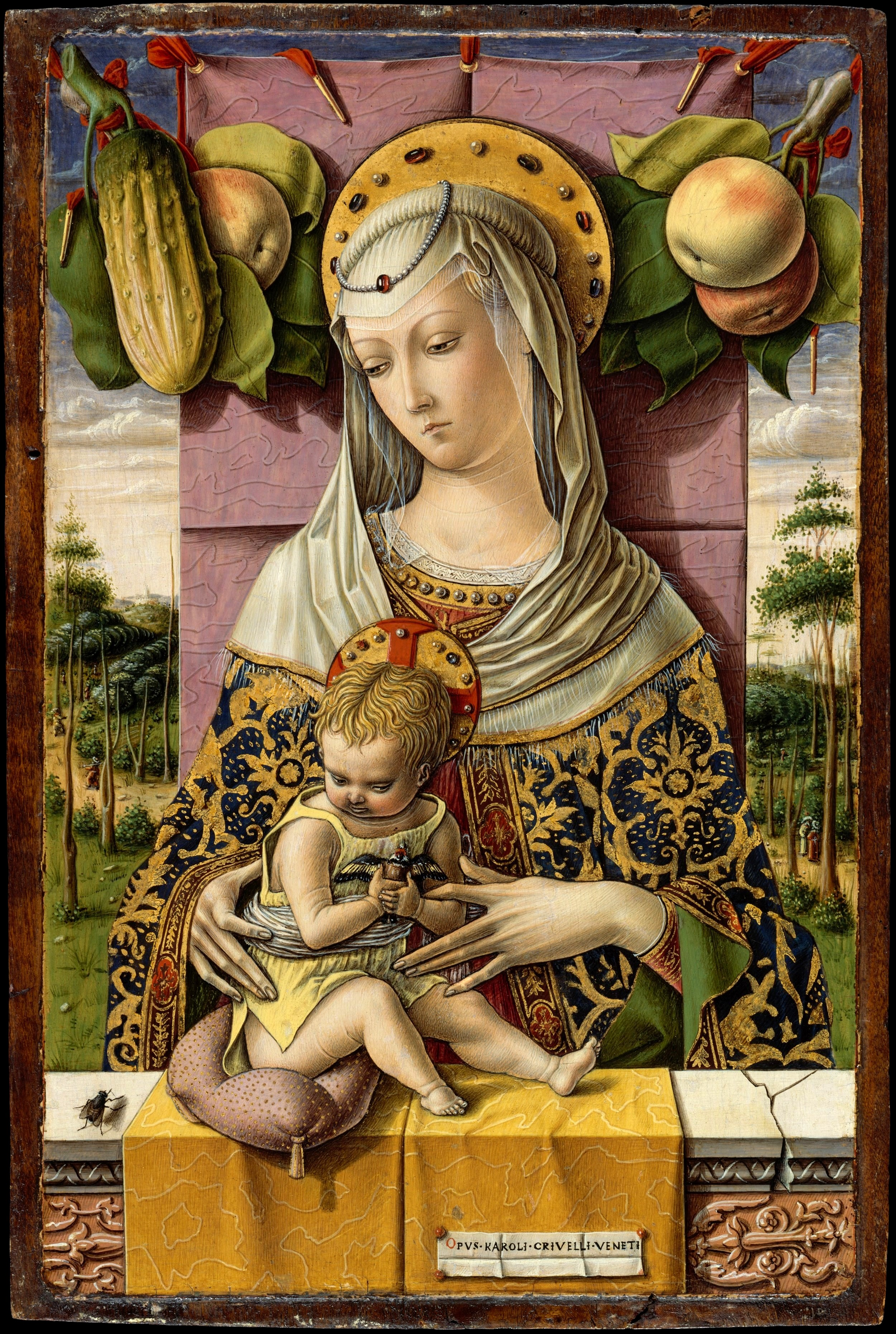
Vierge à l’Enfant, Carlo Crivelli, MET Museum de New York, 1480.

Le Vénitien Carlo Crivelli peint un trompe-l’œil pour la Vierge à l’Enfant conservée au Metropolitan Museum de New York où il prend soin d'orner chacun de ses tableaux par des fruits et des légumes en grandeur réelle, qui n'ont d'autre but que d'en affirmer la réalité.
En 1504, enfin, Jacopo de Barbari, Vénitien, exécute à Vienne un prototype des trompe-l’œil qui suivront, et qui constitue en même temps la première nature morte, sous la forme d'une perdrix suspendue à un mur avec deux gantelets de fer (Munich, Alte Pinakothek).
Au XVIIe siècle, la peinture italienne se détourne du réalisme pour développer ses possibilités illustratives dans de grandes fresques et peintures de grandes dimensions et décoratives. Toutefois, Raphaël n'hésite pas à souligner ses fresques grandioses du Vatican par des soubassements en camaïeu imitant la sculpture : Michel-Ange accomplit le plus grand trompe-l’œil de tous les temps avec le plafond de la chapelle Sixtine. Sandro Botticelli et les peintres du Quattrocento l'avaient déjà entourée par les images des papes en fausses sculptures.
En Hollande, au XVIIe siècle, la nature morte atteint de nouveaux sommets.
Le trompe-l’œil investit la troisième dimension en réduisant la profondeur de champ et en accentuant les contrastes.

## Définition

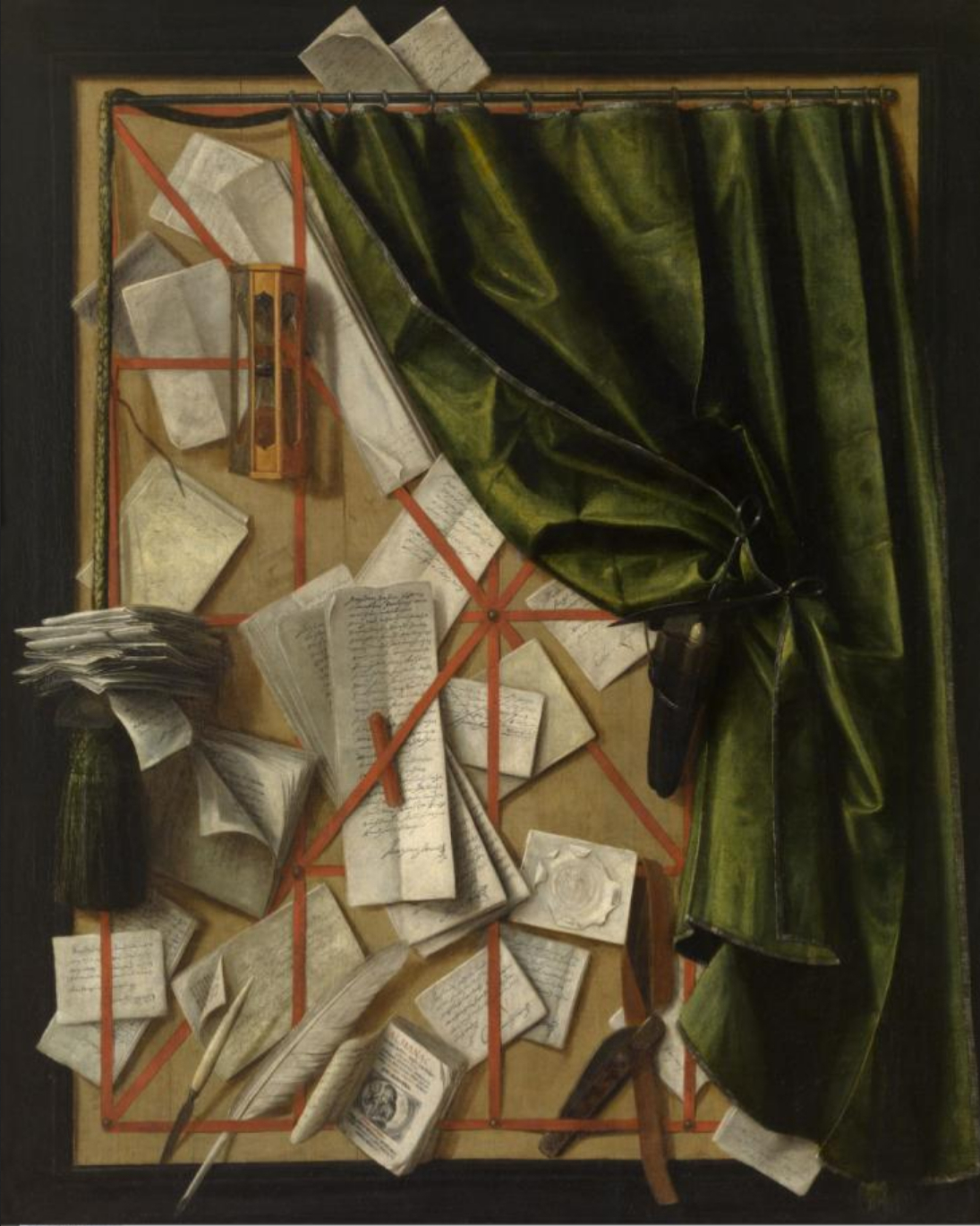
Cornelis Norbertus Gysbrechts, Trompe-l'œil (1664), musée de Gand.

Le trompe-l’œil tend à restituer le sujet avec la plus grande vérité possible, principalement en donnant l’illusion du relief. Pour y parvenir, le peintre n'utilise qu'une profondeur restreinte et le contraste d'un premier plan clair se détachant sur un arrière-plan sombre. On peut dire qu'il est la forme la plus accusée du réalisme, en donnant à ce terme son sens technique et non son sens littéraire. Dans le réalisme de Courbet, le terme s'applique surtout au sujet, plus encore qu'à la manière de le traiter. Au cours de leur œuvre, et même en l'absence de celle-ci.
Vers la fin du XVIIe siècle, le « trompe-l’œilliste » le plus fécond, Cornelis Norbertus Gysbrechts, ne se contentant pas de la forme rectangulaire, réalise la découpe compliquée d'un chevalet contre lequel il dispose un tableau, retourne une palette, ajoute une nature morte et une miniature, le tout découpé dans le bois. À la même époque, sans qu'on sache s'il avait vu cette découpe, un Vénitien travaillant dans le midi de la France avait réalisé un autre chevalet, couvert de tableaux différents et encore plus compliqué, qui est resté la propriété du musée d'Avignon. Gysbrechts avait encore conçu un autre « chantourné » : un vide-poches garni d'objets divers et il paraît que Samuel Van Hoogstraten (1627-1678) garnissait son atelier de découpe imitant divers objets dans le but de surprendre ses visiteurs, mais elles ont disparu et les trompe-l’œil qu'il a laissés sont de forme rectangulaire, mise à part cette curieuse vue d'intérieur à trois dimensions de la National Gallery qui se regarde par un œilleton.
Gysbrechts a aussi inventé le tableau retourné, sujet maintes fois repris par des artistes ne craignant pas la répétition. Posé sur le sol, ce trompe-l’œil sera pris pour un tableau en attente d'être accroché, mais il risque de recevoir, dans une exposition, quelques coups de pied de visiteurs distraits. Le même inconvénient guetterait les imitateurs d'Oudry et de Chardin, qui conçurent des écrans coupe-vent destinés à fermer les cheminées pendant la belle saison, lorsqu'on n'y fait plus de feu, Oudry avec un chien devant une jatte, Chardin avec la nappe d'une table desservie. De nos jours il faudrait y ajouter la cheminée elle-même, car peu d'immeubles modernes en sont pourvus.
Les céramistes ont imité la cage d'oiseau avec une faïence plate découpée, habitée par un perroquet. Mais dans une cage il est un élément embarrassant à traduire, c'est le vide, la transparence d'une grille, dont les intervalles, les vides ont peu de chance de se trouver de la même couleur que le mur sur lequel on l'appliquera. Aussi, dans bien des cas aurait-on avantage à présenter le trompe-l’œil sur un fond de la couleur des vides du tableau plutôt que de lui mettre un cadre.
Il serait souhaitable de s'évader du sempiternel rectangle, mais nos yeux y restent contraints, puisque l'ellipse des XVIe et XVIIe siècles après une tentative de réapparition au XIXe siècle est condamnée à moisir dans les greniers malgré l'aspect gracieux de ses rondeurs. Des « trompe-l’œillistes » ont tenté de revaloriser le cercle, mais le losange, les polygones, l'étoile, restent à l'écart, et devront peut-être attendre le prochain siècle pour sortir du néant.
Puisque nous sommes condamnés au rectangle à perpétuité, tâchons de découvrir parmi les objets rectangulaires, usuels, ceux qui sont susceptibles de s'adapter au trompe-l’œil : porte, fenêtre, panneau d'affichage ou de présentation, étagère (très fréquemment utilisée), armoire, vestiaire, bibliothèque, réfrigérateur, coffre-fort, ardoise d'écolier, cageot de légumes, cabine de douche ou d'essayage, boîte d'herbier, d'insectes, de reptiles ou de minéraux, cartes postales, épreuves photographiques, paquets-poste ficelés et affranchis ont déjà connu leur interprétation en trompe-l’œil. À chacun de regarder, dans la rue, dans les intérieurs, dans les magasins, dans les revues pour y découvrir des modes de présentation inusités, mais toujours fondés sur la forme rectangulaire du tableau, genre noble et de prix élevé.
On a utilisé le placement horizontal, vu de dessus sur une table basse pour des objets plats (Foujita, Ducordeau). L'illusion est plus difficile que dans la position verticale sur un mur, car le spectateur voit toujours les objets représentés, de biais, alors que l'angle de la vision doit être perpendiculaire pour que l'illusion subsiste quand on approche.

## Tableau en trompe-l’œil

### Illusion de la perception

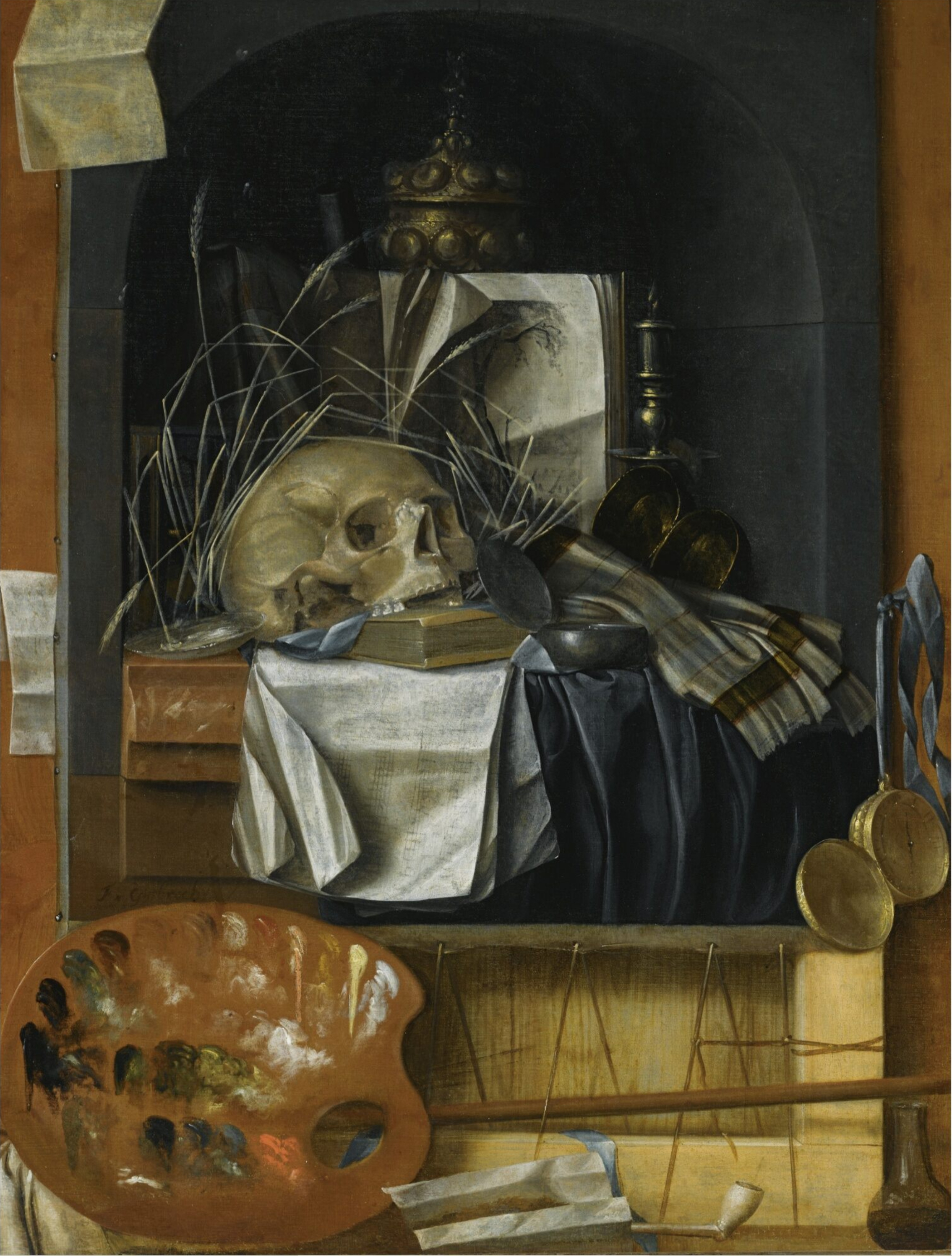
Trompe l'oeil avec vanité peinte par Franciscus Gysbrechts.

La technique du peintre se mesure à une représentation convaincante et troublante de réalité. Et pour ajouter au rendu pictural, le peintre de trompe-l’œil règle la position du tableau : la hauteur d’accrochage du tableau sur le mur est ajustée en fonction du regard du spectateur. La distance au tableau est elle aussi essentielle, la construction perspective du tableau en dépend.
Le jeu de l’ombre et de la lumière confirmera la justesse des couleurs, rendant pertinente la représentation d’objets. Leur présence est si trompeuse qu’ils semblent appartenir à l’espace réel du spectateur. Vrais objets ? Cette vérité du trompe-l’œil, patiemment et habilement fabriquée, est un art du faux, faux semblant, ruse de la couleur et du dessin exact. L’ombre est reine qui modèle les volumes et les reliefs et répond à sa complice la lumière. La curiosité du spectateur est piquée à ce pari du trompe-l’œil dont on sort conquis, mais pas dupe. Ce clin d’œil avec le « voyeur » du tableau en donne bien la limite.
Le clin d’œil et l’humour qui accompagnent bien souvent le trompe-l’œil en sont l’élégance. La distance a fondé le point de vue, l’approche du tableau révélera le stratagème : il ne s’agit que de peinture mais l’art a joué son rôle.

### Décoration en trompe-l’œil
Le trompe-l’œil a excellé dans les natures mortes, les chantournés, les grisailles de bas-reliefs, les étagères, les faux cadres, les faux objets, les dessus de porte, devants de cheminées, devants de feu.
En décoration, le trompe-l’œil s’attache à imiter les matières, bois, marbre, appareillage de pierre se fondant avec l’architecture.
Il peut même s'intégrer sur un pan de mur entier (soldat du Moyen Âge).

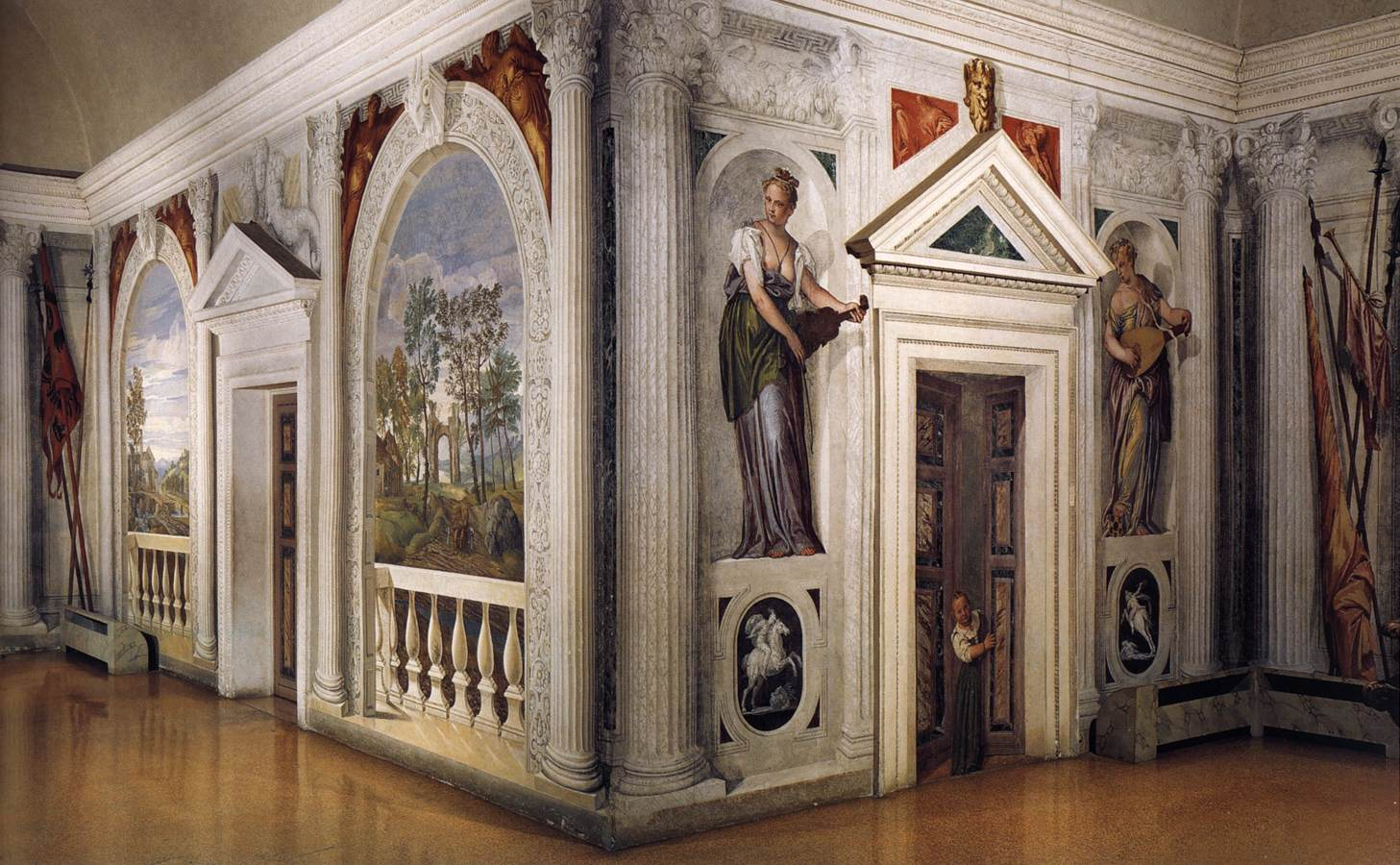
Fresques en trompe-l’œil de Véronèse (1559-1560), à la Villa Barbaro.
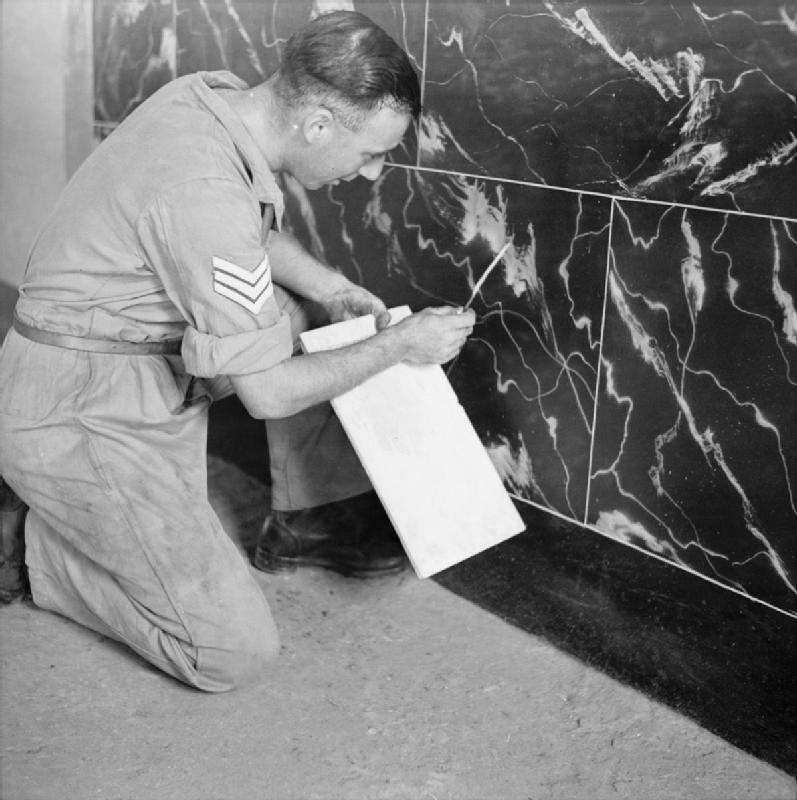
Au Caire, vers 1945-1947, sergent de l'armée britannique réalisant sur un mur un effet de marbre en trompe-l'œil, dans le cadre d'une formation professionnelle en peinture et décoration devant le préparer à son retour prochain à la vie civile.
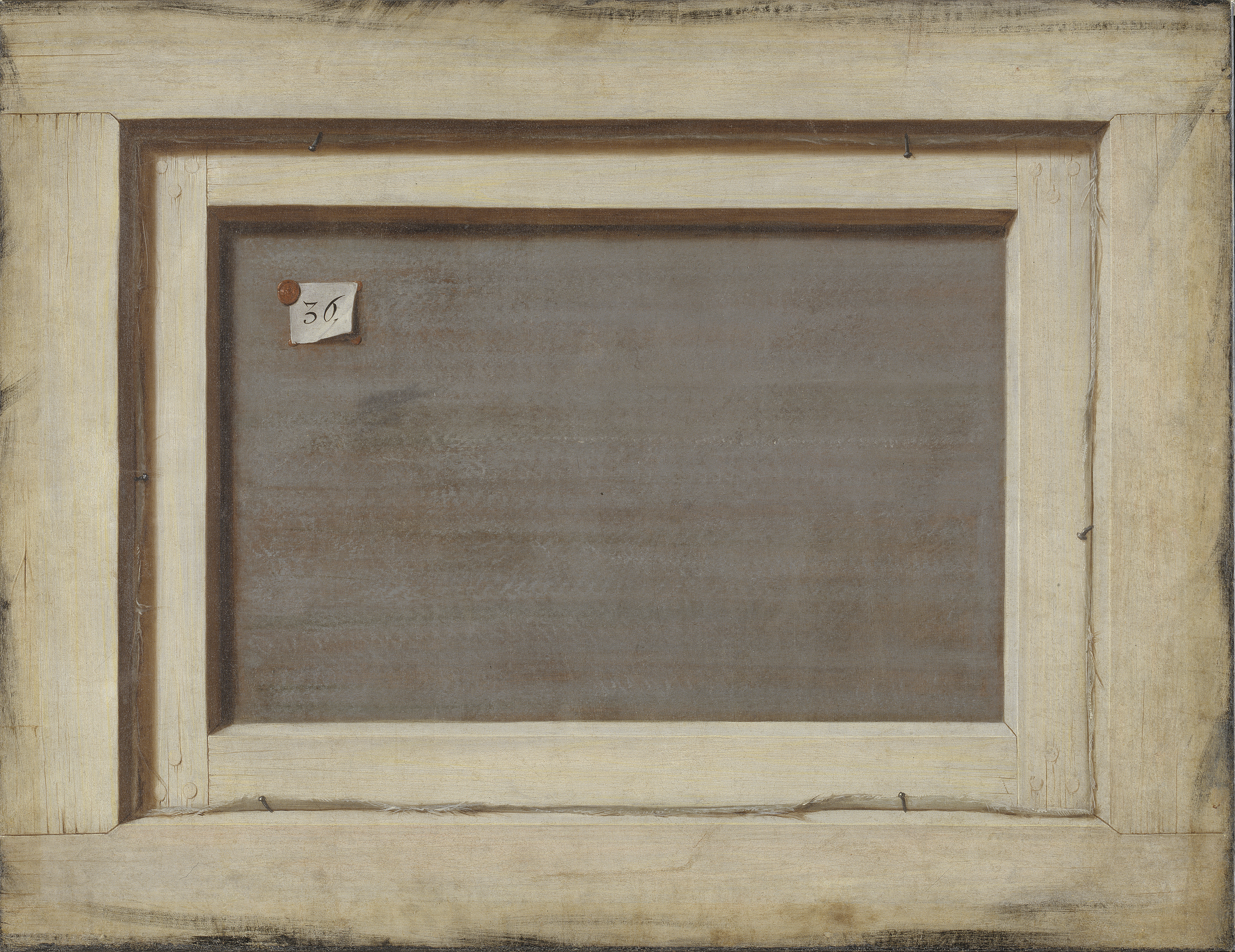
Dos d'un tableau de Cornelis Norbertus Gysbrechts (fin XVIIe siècle).
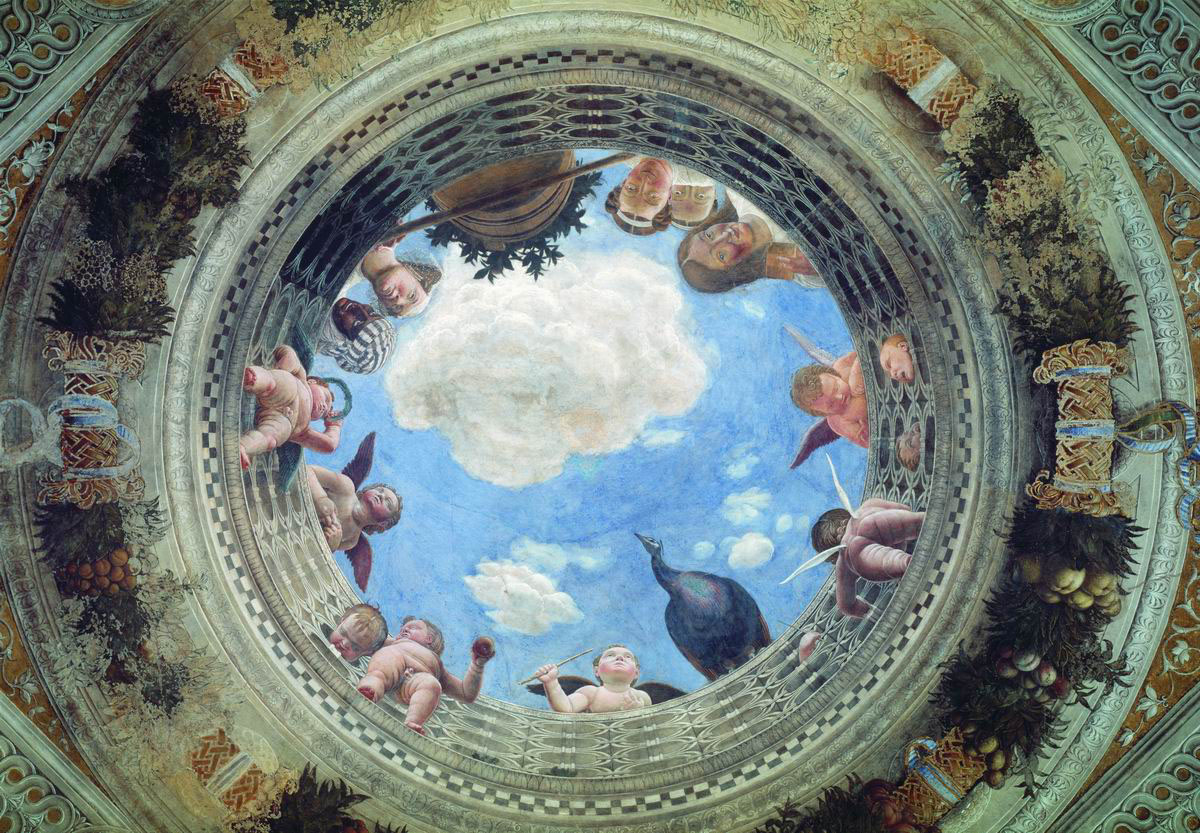
Trompe-l'œil d'Andrea Mantegna, La Chambre des Époux, Château Saint-Georges (Mantoue).
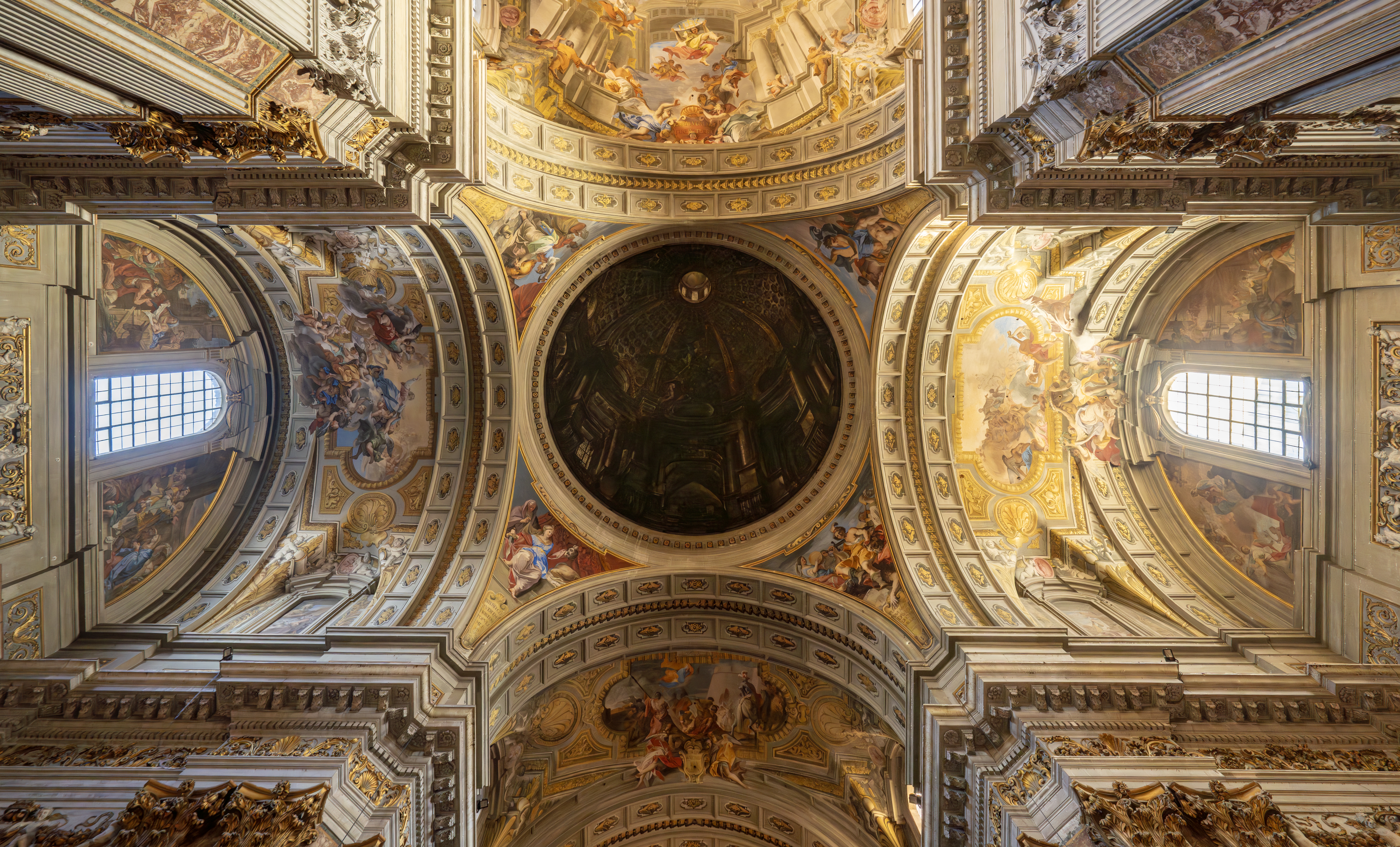
Trompe-l’œil d’Andrea Pozzo (église Saint-Ignace-de-Loyola de Rome).
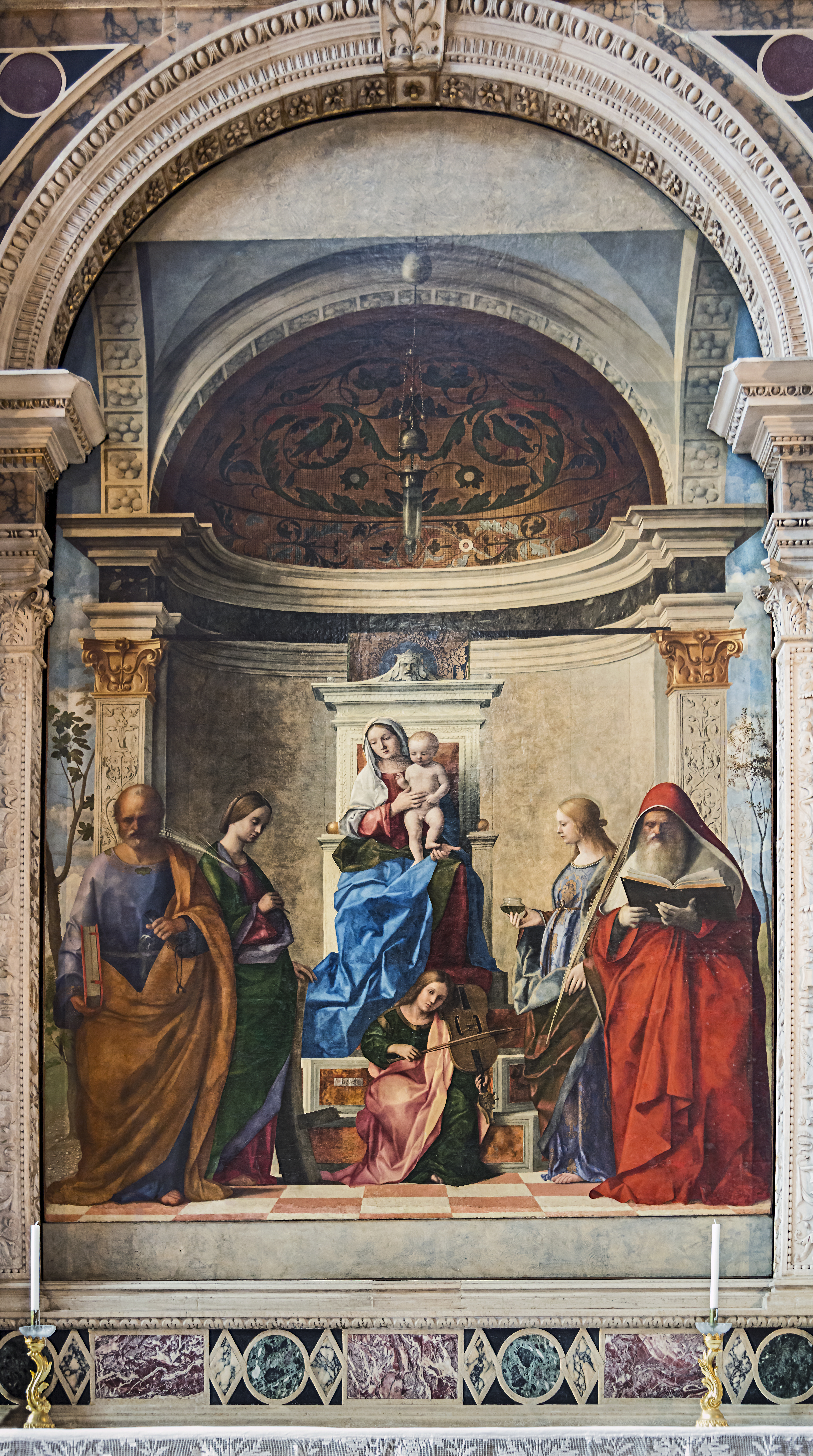
Jeu de perspective en trompe-l'œil entre La Vierge à l’enfant avec l’ange musicien de Giovanni Bellini et l'Église San Zaccaria de Venise, pour laquelle fut peint le tableau.
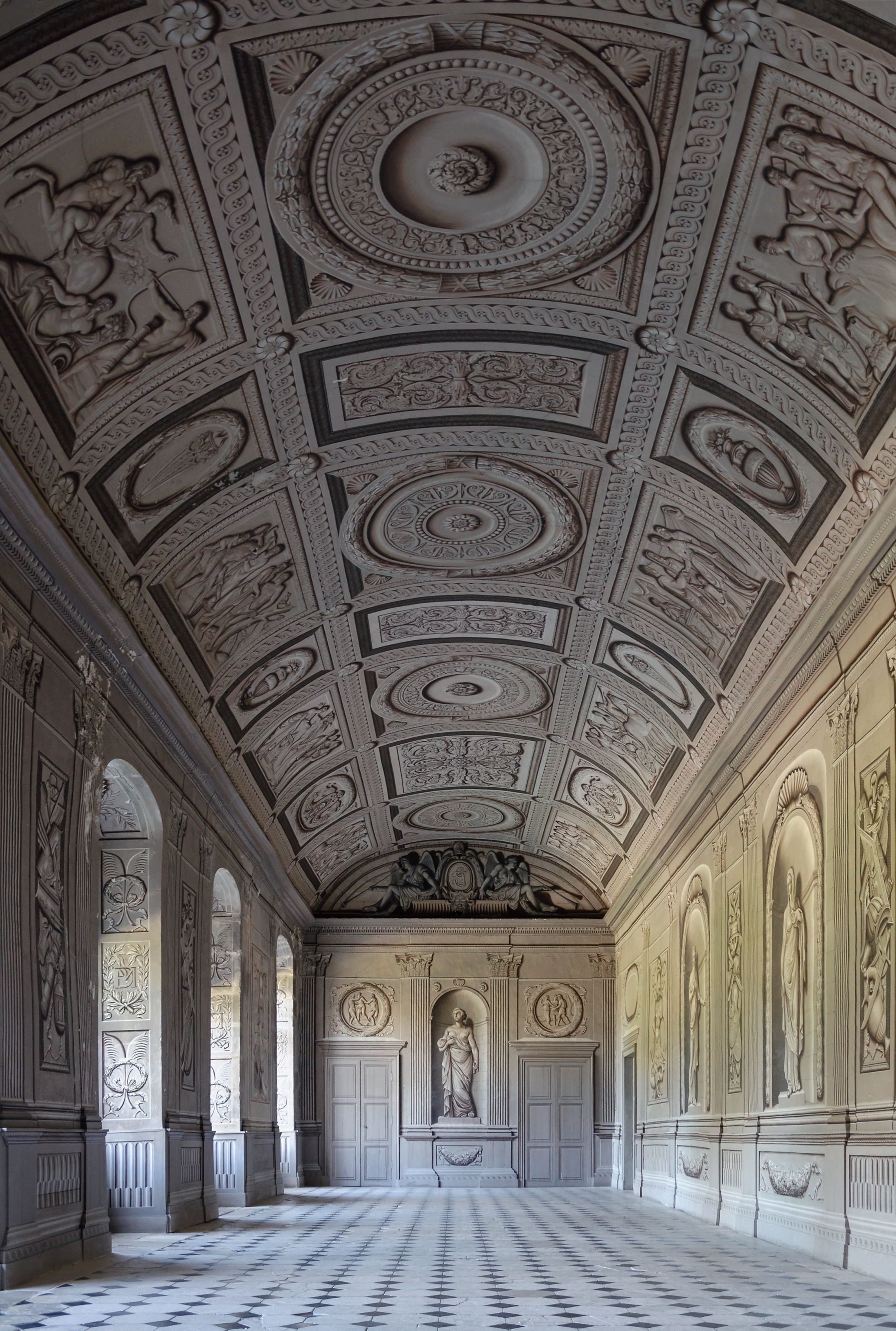
Galerie décorée de grisailles traitées en trompe-l’œil du château de Tanlay (Yonne).
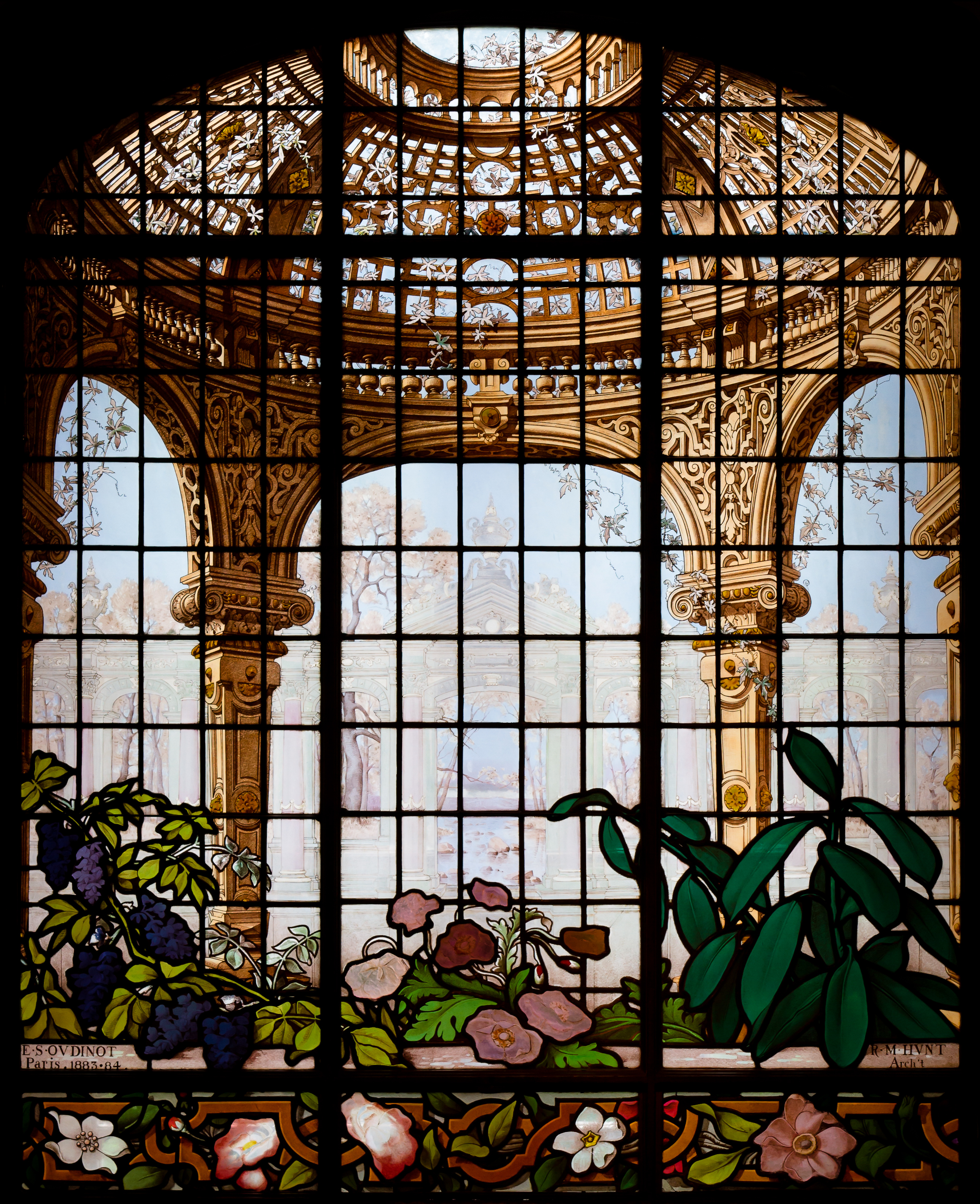
Vitrail en trompe-l’œil (1883-1884).
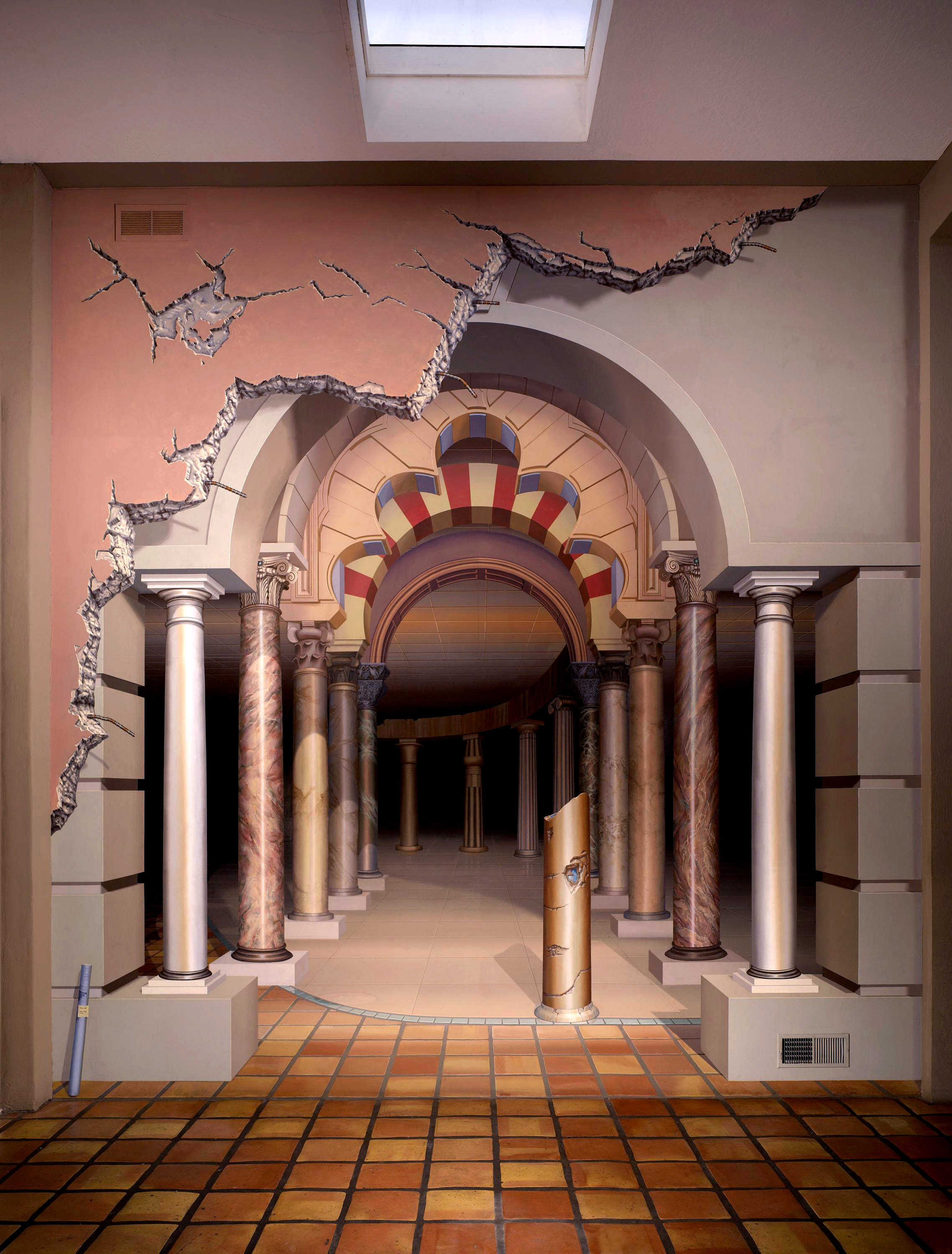
Colonnade en trompe-l'œil mural à Los Gatos, Californie.
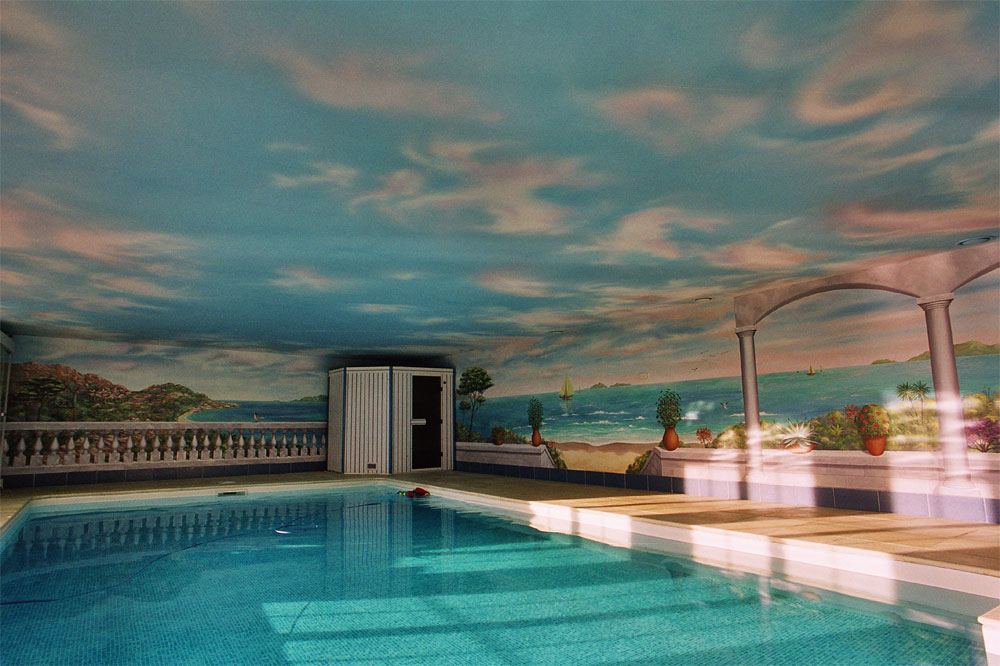
Piscine avec décor en trompe-l’œil.

## Illusion architectonique

### Peinture architectonique
La peinture est la grande alliée de l’architecture et la perspective le premier outil de la peinture pour rendre compte de l’espace sur la planéité de son support. La couleur, quant à elle, inventera la lumière et l’ombre dans cet espace figuré.

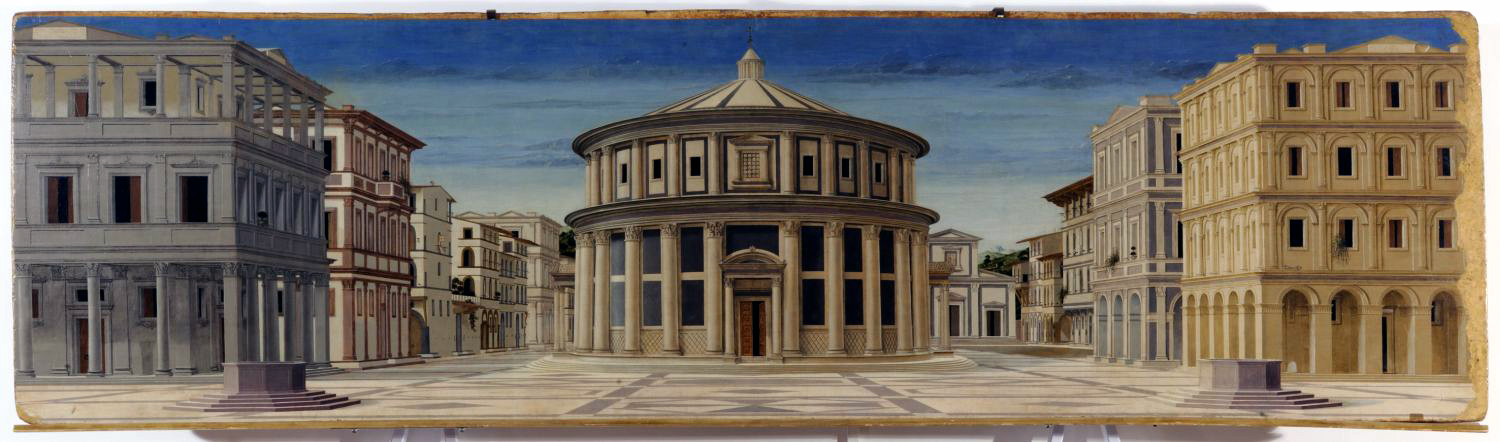
La Cité idéale, d'abord attribuée à Piero della Francesca puis à Luciano Laurana et maintenant à Francesco di Giorgio Martini

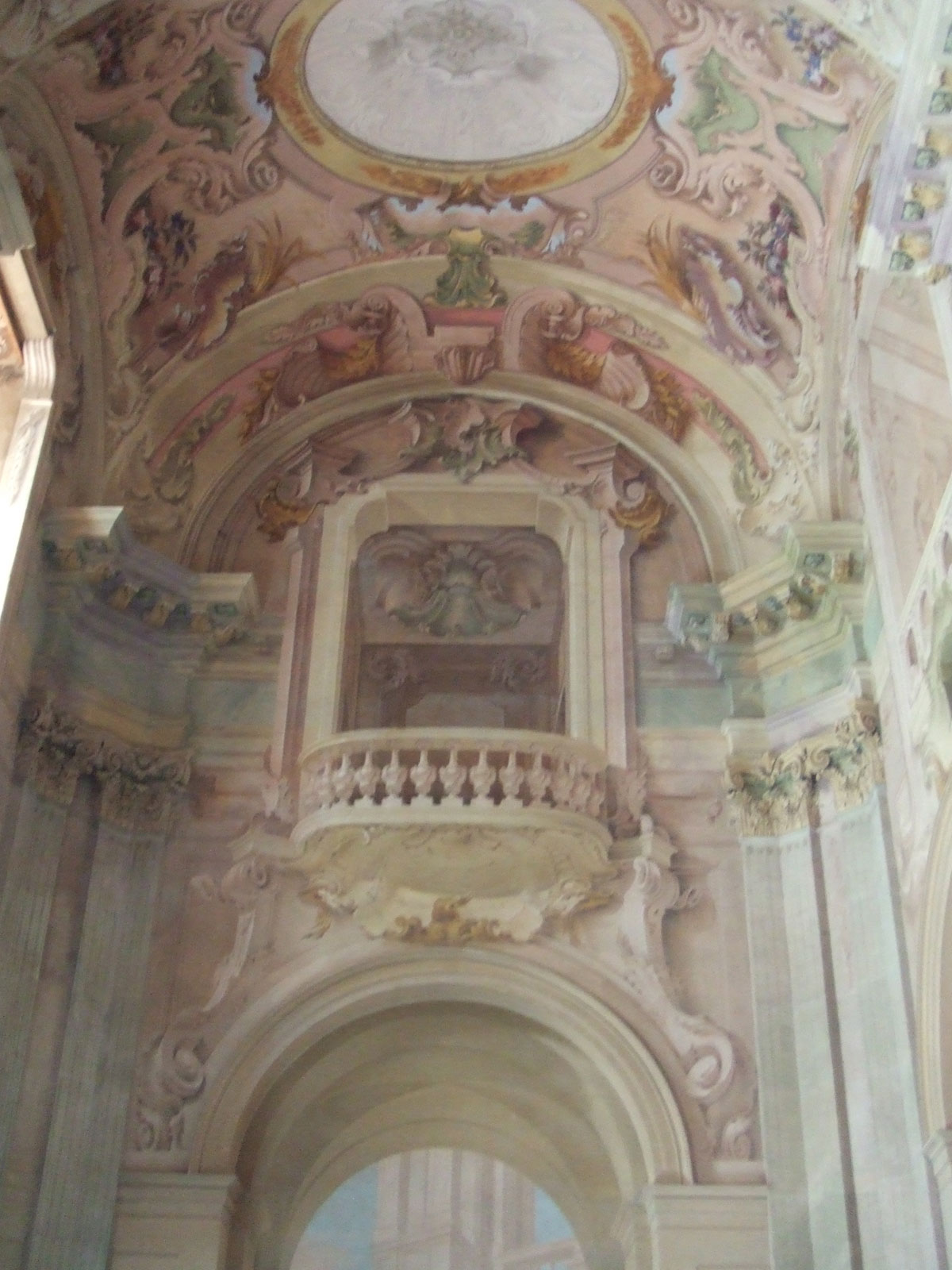
Quadratura au Sanctuaire de Vicoforte

L’illusion d’espaces figurés prolongeant l’espace réel du spectateur a été au cœur des démarches de Piero della Francesca (XVe siècle), maître dans l’art de la perspective (De prospectiva Pingendi, son traité sur la perspective en peinture), mais qui ne cède jamais aux effets du trompe-l’œil.
Peint à même le support mural de l’architecture qu’il sert et prolonge, le trompe-l’œil est construit et s’appuie sur les lois de la perception. Le peintre construit l’illusion d’un monde en trois dimensions sur une surface plane.
Cette construction picturale est basée sur une vision monoscopique fondée sur un point de vue unique du spectateur. La perspective choisie est fonction de ce point de vision précis, mais la perspective des fuite des lignes de la peinture se déformera si le spectateur quitte ce point de vue privilégié.
Plus tard, au XVIIIe siècle, Giambattista Tiepolo, secondé par le quadraturiste Gerolamo Mengozzi Colonna, peint les extraordinaires fresques du Palais Labia à Venise. À Wurtzbourg, en Allemagne, il décore de fresques la grande salle à manger de la résidence du prince-évêque Karl Philipp von Greiffenklau, puis son monumental escalier.
Tiepolo a joué subtilement dans ses peintures murales avec des couleurs d’une légèreté aérienne, de points de fuite multiples et successifs, trichant ainsi avec les lois mêmes de la perspective unique.
Point de fuite simple ou multiple, l’artiste construit une véritable scénographie qui conduit et perd le regard, art savant qui donne à voir et à croire.
La couleur aussi dans son traitement pictural est sujette à une perspective aérienne (ou atmosphérique) qui tient compte de la proximité ou de l’éloignement (lointains bleutés). La netteté des plans rapprochés, le flou des lointains, la diminution des contrastes avec l’éloignement contribuent à rendre sensible une profondeur figurée sur une surface plane.

« L’air joue un si grand rôle dans la théorie de la couleur que, si un paysagiste peignait les feuilles des arbres telles qu’il les voit, il obtiendrait un ton faux ; attendu qu’il y a un espace d’air bien moindre entre le spectateur et le tableau qu’entre le spectateur et la nature. Les mensonges sont continuellement nécessaires, même pour arriver au trompe-l’œil. »

— Charles Baudelaire, De la Couleur, Salon de 1846.

### Anamorphose
L’anamorphose (à l'exception des anamorphoses à systèmes où des miroirs, cylindriques ou conique révèlent une image) est une perspective outrée où le regard ne se porte plus perpendiculairement à la surface peinte (le mur ou le tableau vu en face de soi) mais où l’œil regarde le mur en biais : l’illusion du relief en sortira. Il existe un exemple fameux d'une anamorphose en peinture. L'étrange figure qui se trouve au premier plan du tableau Les Ambassadeurs peint par Hans Holbein le Jeune en 1533, est un crâne énormément déformé par une anamorphose.  
Andrea Pozzo (1642-1709), peintre et architecte entré dans l’ordre des Jésuites est l’auteur des fresques du Gesù et de Saint-Ignace à Rome. Il publia ses théories dans un ouvrage : Perspectiva pictorum et architectorum.

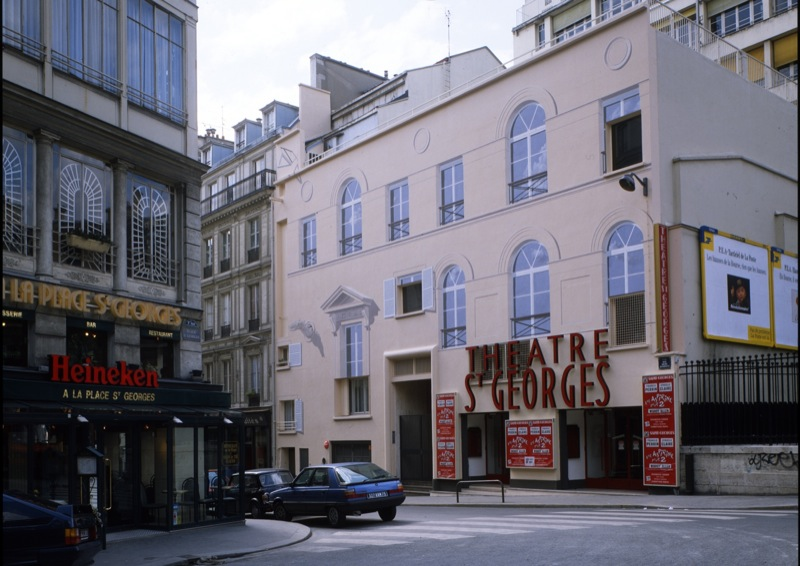
Fausse façade peinte en anamorphose. Trompe-l’œil architectural. Le théâtre Saint-Georges, à Paris.

La fausse façade du théâtre Saint-Georges est un trompe-l'œil pictural et architectural à la fois. C'est l’anamorphose qui apporte à la peinture murale sa dimension architecturale. On trouve plusieurs trompe-l'œil du même genre dans les rues de Lyon. Le plus grand est certainement le Mur des Canuts, dans le quartier de la Croix-Rousse.

## Trompe-l’œil architectural

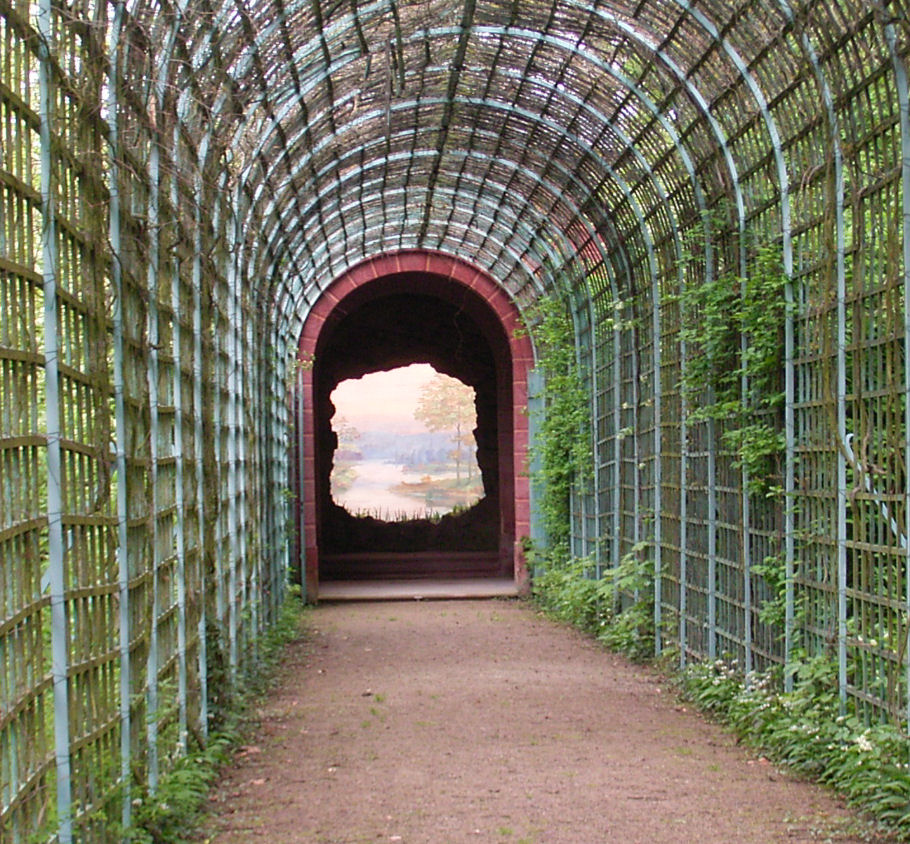
Fresque en trompe-l’œil à Schwetzingen, Allemagne (la vue à travers le mur au fond)

La longue galerie de colonnes du palais Spada à Rome, construite par Francesco Borromini est un trompe-l’œil architectural. La galerie qui paraît profonde (apparence de 35 mètres) est de modeste dimension : elle mesure 8,82 mètres et en fond, la statue ne fait que 50 centimètres. Le plan et la coupe en révèlent la conception. Borromini a conçu une architecture théâtrale en raccourci, dite aussi perspective accélérée qui donne une illusion de distance et de profondeur.
Dans The Witness, de Jonathan Blow, des trompe-l'œil architecturaux, se fondant principalement sur des notions de perspective, sont disséminés régulièrement au sein de son jeu pour offrir constamment au joueur une nouvelle perception de son environnement, lui rappelant que le monde n'est pas toujours celui que nous expérimentons au premier abord.

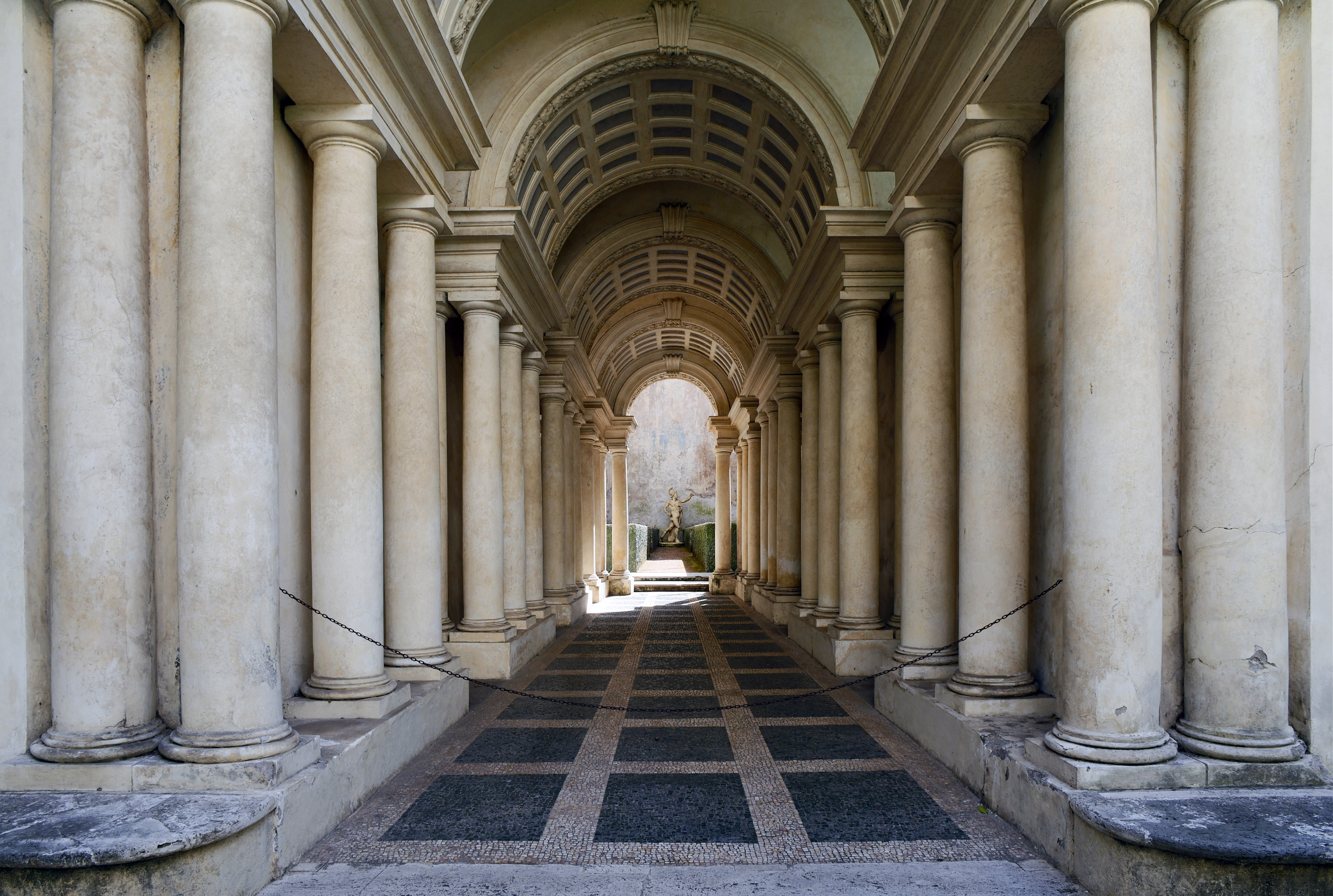
Galerie du palais Spada.
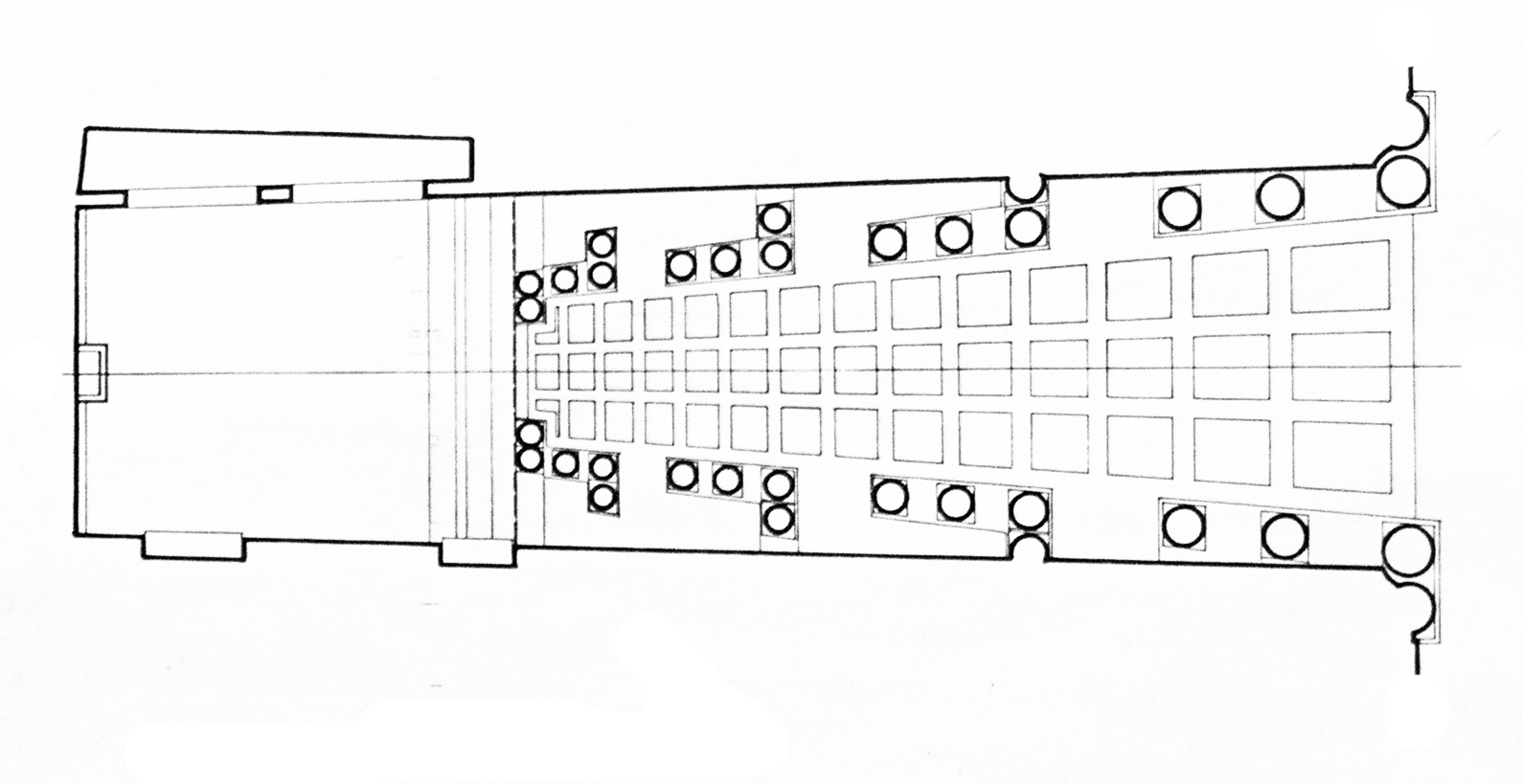
Plan de la galerie.
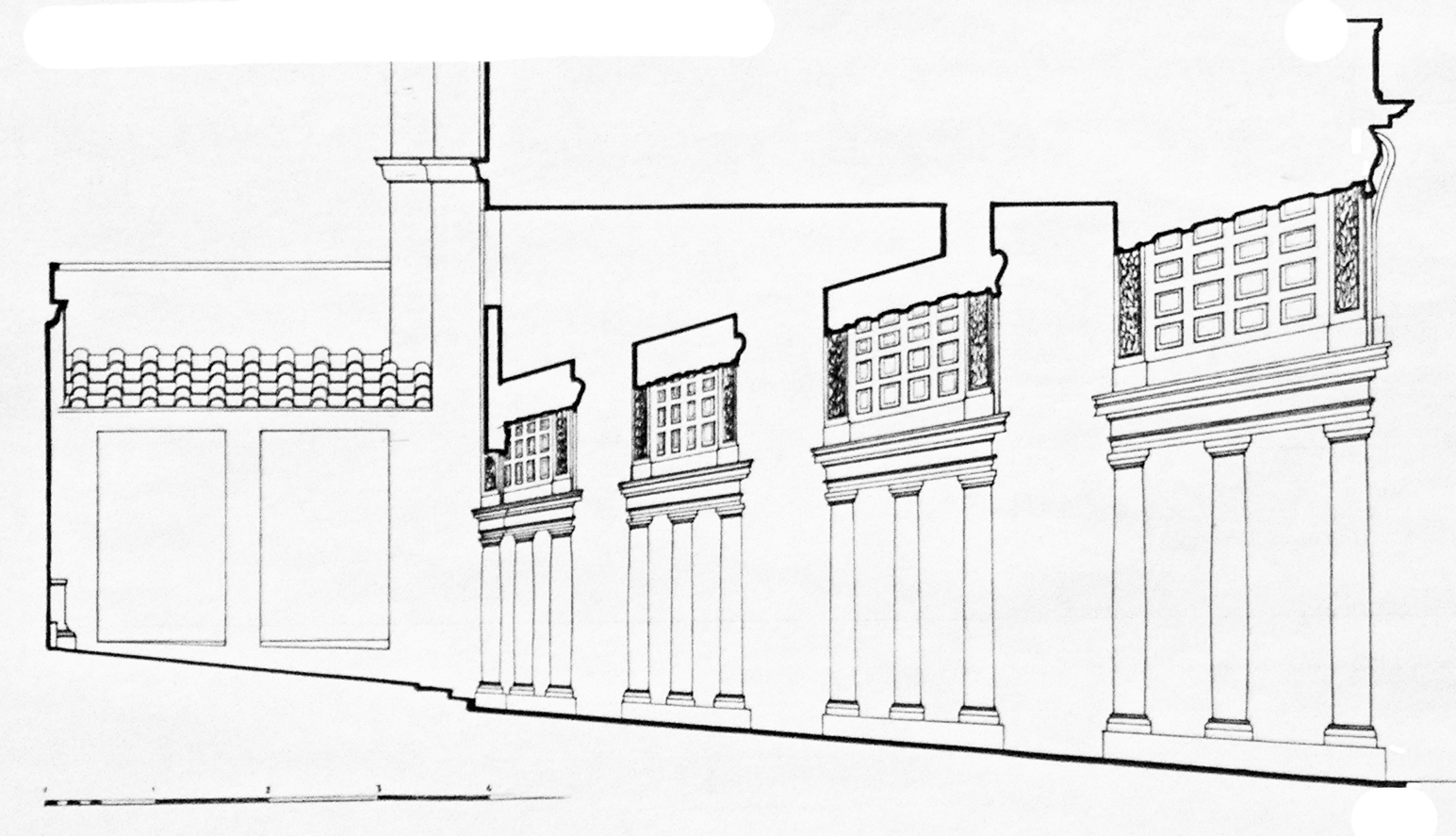
Coupe de la galerie.

## Peintres du trompe-l'œil ou ayant eu recours à ce genre
- Julian Beever
- Francesco Borromini
- Donato Bramante
- Henri Cadiou (1906-1989)
- Correggio
- Jean Daret (1613-1668)
- Pierre Didier (1929)
- Catherine Feff
- Piero della Francesca
- Antoine Fort-Bras
- Pierre Gilou (1938-2019)
- Paul de Gobert
- Frederic Gracia
- Cornelis Norbertus Gysbrechts
- Paolo Intini
- Gabriel-Germain Joncherie
- Armand Langlois
- Claude Lepape
- Andrea Mantegna
- François-Édouard Meloche (1855-1914)
- Andrea Palladio
- Raphaelle Peale (1776-1825)
- Dominique Pergaut (1729-1808)
- Charles Perron
- Jacques Poirier
- Andrea Pozzo
- Fabio Rieti (1925-2020)
- Pierre Marie Rudelle (1932-)
- Tomek Steifer (1955-)
- Tiepolo (1696-1770)
- Max Vauquelin (1936)
- Claude Yvel (1930)
- Daniel Solnon
- Pierre Ducordeau
- Nadine Le Prince
- Hubert Gaillard
- Albert Le Goinvec